# Charles Wolf
Charles Joseph Étienne Wolf (9. listopadu 1827 – 4. července 1918) byl francouzský astronom.
V roce 1862 mu Urbain Le Verrier nabídl místo asistenta na Pařížské observatoři.
V roce 1867 spolu s Georgesem Rayetem objevil Wolfovy–Rayetovy hvězdy. Avšak blízkého červeného trpaslíka Wolf 359 objevil německý astronom Max Wolf a ne Charles Wolf.